# 16.6 (Before the Devil Knows You’re Dead)
16.6 (Before the Devil Knows You’re Dead) — восьмой студийный альбом немецкой хеви/пауэр-метал-группы Primal Fear, издан 22 Мая 2009 года.
16.6 (Before the Devil Knows You’re Dead) — первый альбом группы, записанный без участия гитариста Стефана Лейблинга, и первый альбом, в создании которого участвовал гитарист Магнус Карлссон. Альбом был записан в House of Music studios в коммуне Винтербах, Германия.

## Список композиций
| №   | Название                                              | Автор(ы)                         | Длительность |
| --- | ----------------------------------------------------- | -------------------------------- | ------------ |
| 1.  | «Before the Devil Knows You're Dead»                  | Синнер, Карлссон, Шиперс, Уолтер | 0:51         |
| 2.  | «Riding the Eagle»                                    | Синнер, Карлссон, Шиперс, Уолтер | 5:00         |
| 3.  | «Six Times Dead (16.6)»                               | Синнер, Карлссон, Шиперс, Уолтер | 4:02         |
| 4.  | «Black Rain»                                          | Синнер, Карлссон, Шиперс, Уолтер | 6:09         |
| 5.  | «Under the Radar»                                     | Синнер, Карлссон, Шиперс, Уолтер | 5:28         |
| 6.  | «5.0 /Torn»                                           | Синнер, Карлссон, Шиперс, Уолтер | 7:15         |
| 7.  | «Soar»                                                | Синнер, Карлссон, Шиперс, Уолтер | 4:18         |
| 8.  | «Killbound»                                           | Синнер, Карлссон, Шиперс, Уолтер | 4:15         |
| 9.  | «No Smoke Without Fire»                               | Синнер, Карлссон, Шиперс, Уолтер | 4:54         |
| 10. | «Night after Night»                                   | Синнер, Карлссон, Шиперс, Уолтер | 5:03         |
| 11. | «Smith & Wesson»                                      | Синнер, Карлссон, Шиперс, Уолтер | 4:47         |
| 12. | «The Exorcist»                                        | Синнер, Карлссон, Шиперс, Уолтер | 4:49         |
| 13. | «Hands of Time»                                       | Синнер, Карлссон, Шиперс, Уолтер | 4:23         |
| 14. | «Cry Havoc» (Ограниченное издание)                    | Синнер, Карлссон, Шиперс, Уолтер | 4:00         |
| 15. | «Scream» (Ограниченное издание)                       | Синнер, Карлссон, Шиперс, Уолтер | 4:41         |
| 16. | «No Smoke Without Fire (Remix)» (Японский Бонус-трек) | Синнер, Карлссон, Шиперс, Уолтер | 4:54         |

## Участники записи
- Ральф Шиперс — вокал;
- Магнус Карлссон — гитара, вокал в «Hands of Time»;
- Хенни Уолтер — гитара, вокал в «Hands of Time»;
- Мэт Синнер — бас-гитара, бэк-вокал, вокал в «Hands of Time»;
- Рэнди Блэк — барабаны.

Продюсер — Мэт Синнер
Инженерная работа и дополнительное продюсирование — Dennis Ward
Мастеринг — Ted Jensen на студии Sterling Sound, Нью-Йорк
Записано и смикшировано на студии The House Of Music
Ассистенты-техники — Jack Breyer и Sinja Muller
Подпевки — Дэннис Уард, Синнер и Шиперс
Перкуссия — Dirty Sanchez
Слова и музыка всех песен — Синнер, Уолтер, Карлссон, Шиперс
Дополнительные записи сделаны Магнусом Карлссоном на студии Stuntguitarmusic и Ральф Шиперс на студии Fear Studio